# PA-151
A  PA-151 é uma rodovia brasileira do estado do Pará. Em seu trecho pavimentado essa estrada intercepta as seguintes rodovias: PA-483 na altura do Km 24; PA-403 na altura do Km 39; PA-252 na altura do Km 44; PA-475 na altura do Km 48; PA-407 na altura do Km 76; PA-467 na altura do Km 123; PA-469 na altura do Km 136, e; a PA-471 na altura do Km 156.
Está localizada na região nordeste do estado, atendendo aos municípios de Barcarena, Abaetetuba, Igarapé-Miri, Tailândia, Mocajuba, Baião, Moju, Breu Branco, Goianésia do Pará e Jacundá.
Após Baião a extensão da rodovia segue margeando o Rio Tocantins, em leito natural, até a cidade de Jacundá, atravessando antes a cidade de Breu Branco.